# Studencki Teatr Satyry „Pstrąg”

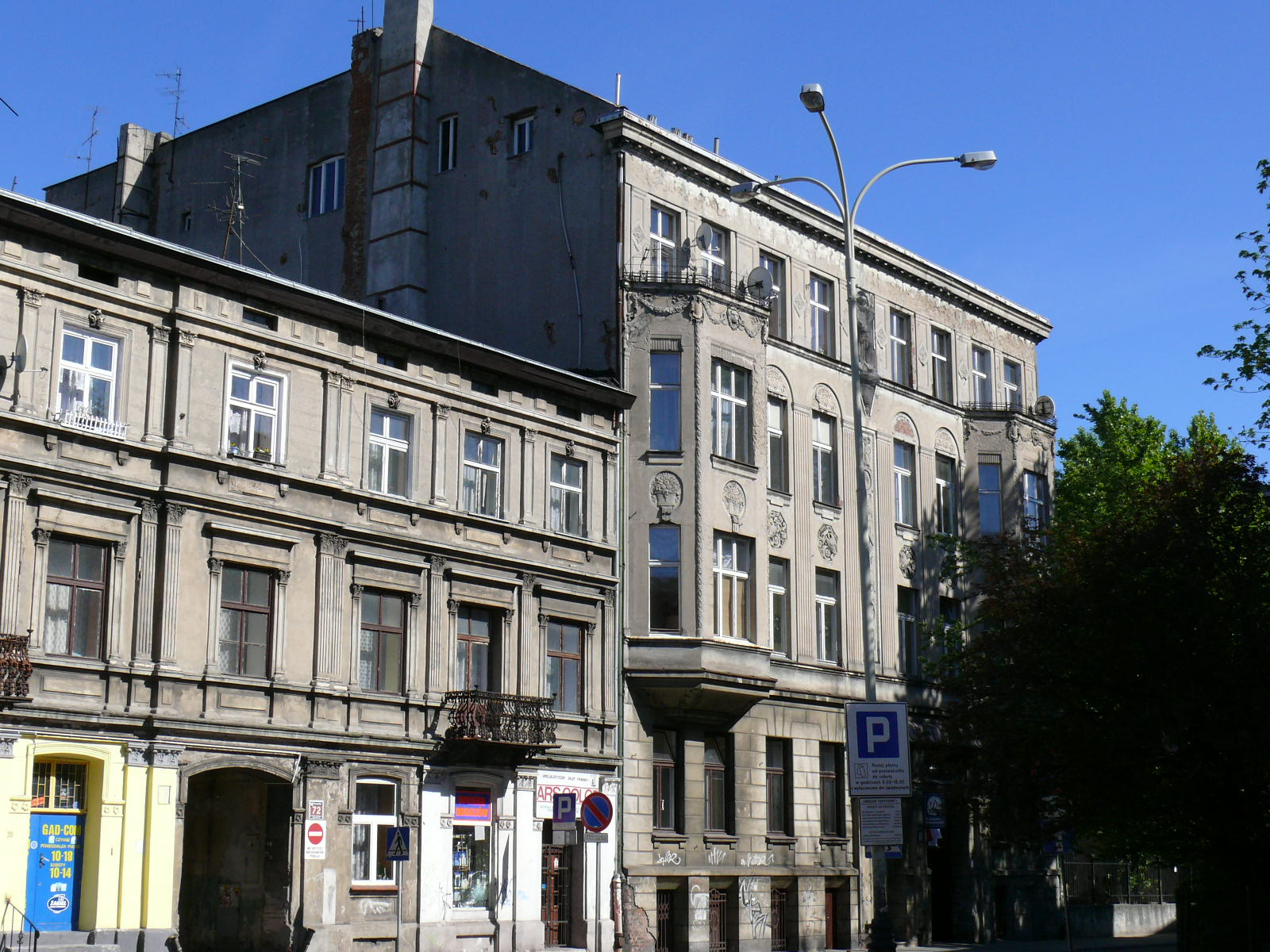
Siedziba teatru, Kamienica pod Pstrągiem, ul. Wólczańska 74

Studencki teatr „Pstrąg” – teatr studencki działający od 1954 roku w Łodzi.

## Historia
Pierwszy spektakl odbył się 6 marca 1955 w sali Uniwersytetu Łódzkiego przy ul. Buczka 27 (obecnie ul. Kamińskiego). Po kilkukrotnej zmianie miejsc siedzibą ostatecznie został lokal w „Kamienicy pod Pstrągiem” przy ul. Wólczańskiej 74 w Łodzi.
Współzałożycielami teatru byli: Wiesław Machejko, Piotr Hertel, Leszek Skrzydło.
Nazwa teatru pochodziła od kompozycji Franza Schuberta „The Trout” lub też od ryby, która pływa pod prąd, co odzwierciedlało niepokorność teatru.
Hymn „Pstrąga” (do muzyki Schuberta) napisał Wiesław Machejko:

Po prostu do zabawy

wzywamy dzisiaj was.

Są jednak pewne sprawy

z rzędu palących spraw.

Zatem w zabawy rytmie

załatwmy sprawy te.

Jeśli się komuś przytnie

niech z nami śmieje się.

W 1969 roku nastąpiło połączenie Studenckiego Teatru Uniwersytetu Łódzkiego STUŁ i Studenckiego Teatru Satyry „Pstrąg”. Działalność była prowadzona pod nazwą Studencki Teatr „Pstrąg”. W okresie tym z nowym „Pstrągiem” współpracowali między innymi Antoni Bańkowski, Zbigniew Warpechowski i Jerzy Hutek (reżyser spektaklu Pater Noster Helmuta Kajzara).
W latach 80. przekształcił się w „Teatr Pstrąg – Grupa 80”.

## Kierownicy teatru
- Julian Brysz
- Tadeusz Świrski
- Wojciech Boczkowski
- Andrzej Wilczkowski
- Tomasz Kozłowski
- Andrzej Dems
- Ryszard Czubaczyński
- Kazimierz Michalewski
- Bogdan Mozer
- Antoni Bańkowski
- Krzysztof Kopa-Rutkowski
- Krystyna Piaseczna - kierownik komisaryczny
- Dariusz Leśnikowski

## Współpracownicy
Janusz Słowikowski, Jan Skotnicki, Marian Glinkowski, Ryszard Ronczewski, Alina Perth-Grabowska, Jerzy Antczak, Zygmunt Bielawski, Janusz Kłosiński, Jerzy Markuszewski, Piotr Marczewski, Jerzy Groszang, Zbigniew Szczapiński, Krzysztof Skiba.

## O teatrze
- „Pstrąg” (etiuda), reż. Jerzy Woźniak i Maciej Kijowski. PWSFTTviT w Łodzi, 1959[8].
- Wiesław Machejko, red. Barbara Machejko, Leszek Skrzydło: Pstrąg. Studencki Teatry Satyry od frontu i od kulis na tle Łodzi akademickiej 1945-1967. Dom Wydawniczy ELIPSA, 2005. ISBN 83-7151-700-9.